# Trachelas oreophilus
Espèce
Synonymes
- Trachelas oreophila Simon, 1906

Trachelas oreophilus est une espèce d'araignées aranéomorphes de la famille des Trachelidae.

## Distribution
Cette espèce se rencontre en Inde au Tamil Nadu et au Sri Lanka,.

## Description
Les mâles mesurent de 3 à 3,5 mm. La femelle décrite par Majumder et Tikader en 1991 mesure 3,3 mm.

## Publication originale
- Simon, 1906 : Arachnides (2e partie). Voyage de M. Maurice Maindron dans l'Inde méridionale. 8e Mémoire.  Annales de la Société entomologique de France, vol. 75, p. 279-314 (texte intégral).